# Stone (finnische Band)
Stone war eine finnische Thrash-Metal-Band aus Kerava, die im Jahr 1985 gegründet wurde und sich im Jahr 1991 wieder trennte. Seitdem ist die Band in den Jahren 2000, 2008 und 2013 noch einige Male wieder aufgetreten.

## Geschichte
Vor der Gründung der Band Stone hatten Bassist und Sänger Janne Joutsenniemi und Gitarrist Roope Latvala mehrere Jahre mit wechselnder Besetzung gespielt, die Band wurde jedoch erst nach dem Beitritt von Gitarrist Jiri Jalkanen und Schlagzeuger Pekka Kasari gegründet. Zusammen entwickelten sie einige Lieder und spielten einige Auftritte. Anfang 1987 wurde das finnische Rock-Magazin Rumba auf die Band aufmerksam. Durch gute Live-Reviews sowie weitere Artikel und Interviews der Band steigerte sich die Bekanntheit der Band zusätzlich. Nachdem die Band einige Demos veröffentlicht hatte, die von Mikko Karmila produziert wurden, erreichte sie einen Vertrag bei Megamania Records.
Ihre erste Single namens Real Delusion / The Day of Death wurde im November 1987 veröffentlicht, der das selbstbetitelte Debütalbum im Jahr 1988 folgte. Danach folgten einige Touren. Das nächste Album namens No Anaesthesia! erschien im Jahr 1989. Während der Touren, die nach der Veröffentlichung folgten, musste Gitarrist Jiri Jalkanen die Band nach dem Auftritt am 15. März 1990 in Tavastia Club in Helsinki verlassen. Jalkanen wurde durch Markku Niiranen, welcher vorher bei Airdash spielte, ersetzt. Das dritte Album Colours wurde gegen Ende des Jahres 1990 veröffentlicht. Das letzte Album namens Emotional Playground wurde im Jahr 1991 veröffentlicht. Im Sommer desselben Jahres verkündete die Band, dass sie sich nach einer kleinen, letzten Tour trennen werde. Im September 1991 löste sich die Band auf. Während der Tour wurden einige Konzerte aufgenommen und im Jahr 1992 als Live-Album Free veröffentlicht. Roope Latvala gründete mit seinem Bruder die Band Latvala Bros und nahmen ein Album auf. Danach trat Roope Latvala der Band Dementia für ihr einziges Album bei. Danach trat er Waltari bei und ein paar Jahre später Sinergy. Anschließend spielte er bei Children of Bodom. Janne Joutsenniemi gründete die Band Suburban Tribe. Pekka Kasari trat Amorphis und spielte in der Band Road Crew. Markku Niiranen trat Corporal Punishment bei, ist aber momentan dort nicht mehr aktiv. Jiri Jalkanen arbeitete an einem Countrymusik-Projekt. Im Sommer 2000 schloss sich die Band für einige Festivals wieder zusammen, löste sich jedoch noch im selben Jahr wieder auf. Im Jahr 2003 wurden neu gemasterte Versionen ihrer Alben veröffentlicht. Im Jahr 2008 war die Band auf dem Sauna Open Air live zu sehen.

## Stil
Stone zählte zu den wichtigsten Bands der finnischen Thrash-Metal-Szene. Anfangs spielte die Band noch aggressiven, schnellen Thrash Metal, der bei späteren Veröffentlichungen immer mehr auf Komplexität ausgelegt war. Wolfgang Schäfer (Rock Hard) hörte bei Emotional Playground Parallelen zu Slayers Seasons in the Abyss und Voivods Killing Technology heraus. Gesanglich fühlte er sich an Algy Ward (Tank) und Tom Araya (Slayer) erinnert.

## Diskografie
- 1986: Demo 1 (Demo, Eigenveröffentlichung)
- 1987: Demo 2 (Demo, Eigenveröffentlichung)
- 1987: Real Delusion / The Day of Death (Single, Megamania Records)
- 1988: Get Stoned / No Commands (Single, Mechanic Records)
- 1988: Stone (Album, Megamania Records)
- 1988: Back to the Stone Age / Symptom of the Universe (Single, Megamania Records)
- 1989: No Anaesthesia! (Album, Megamania Records)
- 1990: Colours (Album, Megamania Records)
- 1990: Empty Suit (EP, Megamania Records)
- 1991: Emotional Playground (Album, Megamania Records)
- 1991: Mad Hatter's Den / Emotional Playground (Promo) (Single, Megamania Records)
- 1992: Free (Live-Album, Megamania Records)
- 1998: Stoneage (Kompilation, Megamania Records)
- 2007: Get Stoned, Stay Stoned (DVD, Megamania Records)
- 2008: Stoneage 2.0 (Kompilation, Johanna Kustannus Records)
- 2013: Complete (Kompilation, Johanna Kustannus Records)
- 2018: Light Entertainment – Complete Early Works (Kompilation, Svart Records)